# Eugeniusz Ladenberger

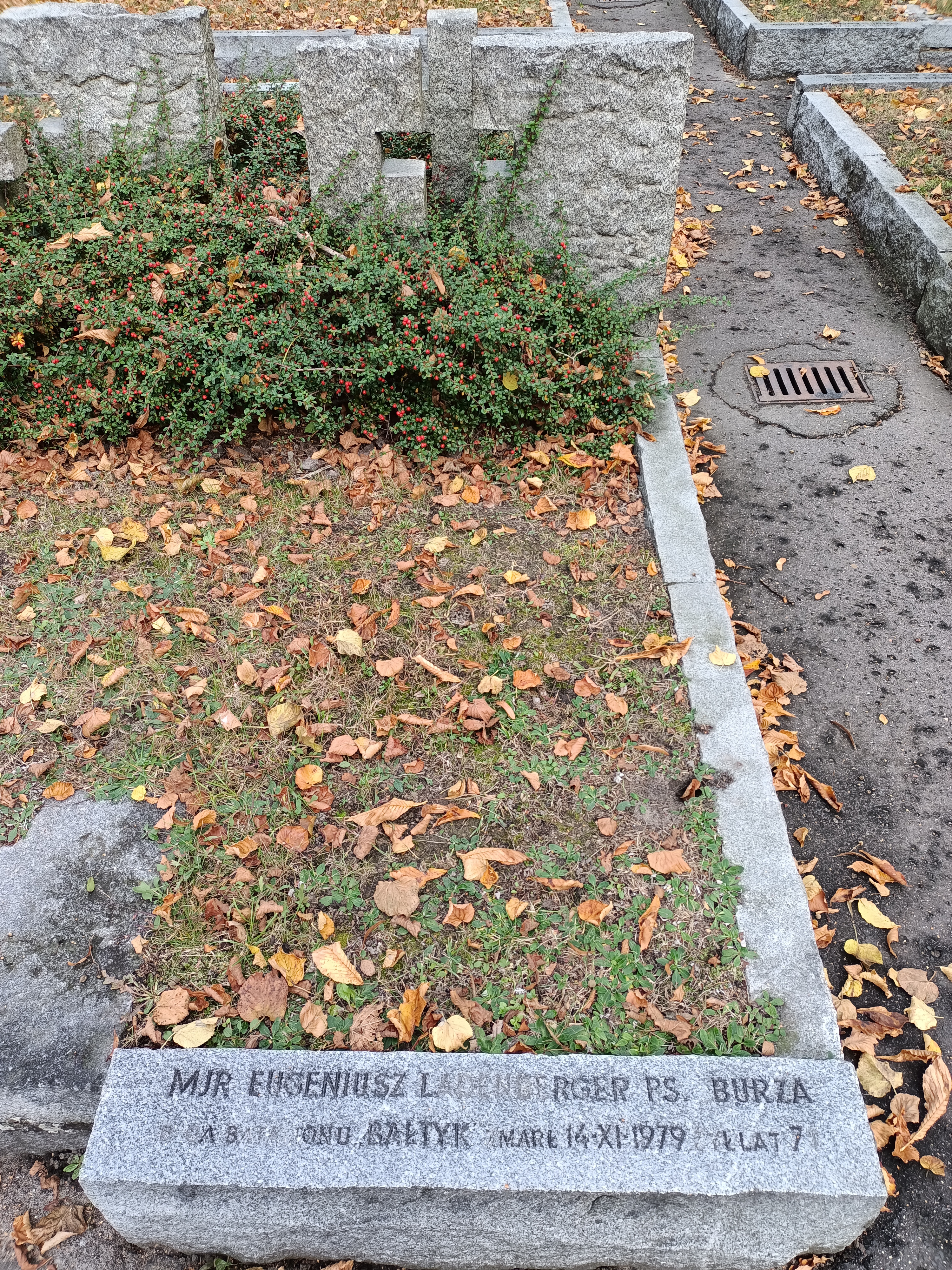
Grób Eugeniusza Ladenbergera na cmentarzu Wojskowym na Powązkach w Warszawie

Eugeniusz Ladenberger ps. „Dereń”, „Burza”, „Henryk”, „Janosik”, „Kazimierz”, „Oracz” (ur. 11 grudnia 1908 w Słotwinie, zm. 14 listopada 1979 w Warszawie) – kapitan Wojska Polskiego, oficer Służby Zwycięstwu Polski, Związku Walki Zbrojnej/Armii Krajowej, ostatecznie w stopniu majora.

## Życiorys
Był synem Pawła, urzędnika bankowego i Karoliny z domu Butz. Jego rodzice byli Niemcami galicyjskimi. W 1927 roku ukończył gimnazjum państwowe w Nowym Sączu, gdzie otrzymał świadectwo dojrzałości.
We wrześniu 1927 roku został słuchaczem Kursu Szkoły Podchorążych w Oficerskiej Szkole Piechoty w Ostrowi Mazowieckiej. W latach 1928–1930 był podchorążym w Szkole Podchorążych Piechoty w Ostrowi Mazowieckiej. 15 sierpnia 1930 roku Prezydent RP Ignacy Mościcki mianował go podporucznikiem ze starszeństwem z dniem 15 sierpnia 1930 roku i 84. lokatą w korpusie oficerów piechoty, a Minister Spraw Wojskowych wcielił do 75 pułku piechoty w Chorzowie na stanowisko dowódcy plutonu.
Następnie został przeniesiony do 15 pułku piechoty „Wilków” w Dęblinie, gdzie był kolejno dowódcą plutonu i kompanii karabinów maszynowych, a od 22 listopada 1938 roku do sierpnia 1939 roku adiutantem pułku.
W sierpniu 1939 roku po mobilizacji został dowódcą samodzielnej kompanii karabinów maszynowych i broni towarzyszącej nr 14, która była organicznym pododdziałem rezerwowej 39 Dywizji Piechoty. Na czele kompanii walczył w kampanii wrześniowej biorąc udział w walkach na Lubelszczyźnie. W dniu 26 września 1939 roku w czasie bitwy pod Tomaszowem Lubelskim zostaje ranny i dostaje się do niewoli. Osadzony w obozie jenieckim w Pińczowie, skąd ucieka na początku października 1939 roku.
Po ucieczce z obozu przedostał się do Lublina, gdzie wstąpił do Służby Zwycięstwu Polski, wkrótce przekształconej w Związek Walki Zbrojnej, używa wtedy ps. „Dereń”. W styczniu 1940 roku został komendantem Obwodu ZWZ Lubartów, funkcję tę pełnił do czerwca 1940 roku, gdy zagrożony aresztowaniem wyjechał do Lublina, gdzie został oficerem dyspozycyjnym komendanta Okręgu ZWZ Lublin.
W kwietniu 1941 roku wyjechał do Warszawy, gdzie został oficerem w Wydziale Wyszkolenia III Oddziału Komendy Głównej ZWZ. Był organizatorem i dowódcą batalionu ochrony sztabu „Baszta”, który miał spełniać zadania ochronne Komendy Głównej na wypadek powstania. Równocześnie był wykładowcą na konspiracyjnych kursach podchorążych oraz podoficerskich ZWZ i AK. We wrześniu 1943 roku w związku z przekształceniem batalionu „Baszta” w pułk, został dowódcą jego I batalionu „Bałtyk” i równocześnie inspektorem wyszkolenia pułku „Baszta”, używał wtedy ps. „Kazimierz”.
Od momentu wybuchu powstania warszawskiego dowodzi I batalionem „Bałtyk”, który walczy na Górnym Mokotowie. 27 września 1944 roku na rozkaz p.o. dowódcy Zgrupowania Pułku Baszta majora Kazimierza Szternala przeszedł jako parlamentariusz linię niemiecką i spotkał się z generałem von dem Bach-Zelewskim, gdzie ustalono, że Niemcy w przypadku kapitulacji powstańców gwarantują im prawa kombatanckie. Po powrocie do sztabu mjr Szternala i przekazaniu mu tych informacji, podjął on decyzję o kapitulacji powstańców na terenie Górnego Mokotowa.
Po kapitulacji dostał się do niewoli niemieckiej i osadzono go początkowo w Dulagu nr 121 w Pruszkowie, a następnie wywieziony w głąb Niemiec. W maju 1945 roku po wyzwoleniu z obozu jenieckiego wyjechał do Włoch, gdzie wstąpił do 2 Korpusu Polskiego, zostając zastępcą dowódcy batalionu w 16 Pomorskiej Brygadzie Piechoty.
Po demobilizacji w 1947 roku wrócił do Polski i zamieszkał w Gdańsku, został zweryfikowany w stopniu majora rezerwy. Pracował i mieszkał na terenie Trójmiasta. Działał w środowisku byłych żołnierzy „Baszty”.
Został pochowany w kwaterze żołnierzy „Baszty” na cmentarzu Wojskowym na Powązkach w Warszawie.

## Awanse
- podporucznik – 15 sierpnia 1930
- porucznik – 1 stycznia 1933
- kapitan – 19 marca 1939[3]
- major – 25 lipca 1944

## Ordery i odznaczenia
- Krzyż Srebrny Orderu Wojennego Virtuti Militari nr 11748
- Krzyż Walecznych
- Srebrny Krzyż Zasługi z Mieczami